# 泉州戰鬥
泉州戰鬥發生於1923年7月30日，地點則是在中國閩南。是北洋政府時期內戰之一，交戰兩方為閩軍王永泉部和閩南討賊軍。閩軍大勝，閩南討賊軍潰敗退至安溪。